# Avatar: The Way of Water (album)
Avatar: The Way of Water è un album in studio del compositore e musicista britannico Simon Franglen, pubblicato il 16 dicembre 2022. L'album contiene la colonna sonora del film Avatar - La via dell'acqua, diretto da James Cameron.

## Descrizione
Il 17 dicembre 2019 viene annunciato che Simon Franglen, che aveva già lavorato al film Avatar in veste di produttore della colonna sonora e della canzone originale I See You, e come arrangiatore delle parti di musica elettronica, avrebbe composto le musiche anche per Avatar 2 e Avatar 3, sostituendo il compositore del film originale James Horner, morto nel giugno 2015 in un incidente aereo.
Il 30 agosto 2021 viene comunicato che nel film oltre alla nuova colonna sonora composta da Franglen sarebbero stati presenti anche musiche composte da Horner e già utilizzate nel precedente film del 2009. La registrazione della colonna sonora è iniziata il 28 luglio 2022 presso la Newman Scoring Stage della 20th Century Studios.
Nel novembre 2022 è viene comunicato che il film avrebbe contenuto una canzone originale dal titolo Song Chord, eseguita da Franglen e Zoe Saldana. Il mese successivo viene annunciato che il cantante canadese The Weeknd avrebbe contribuito alla pellicola con una canzone originale, Nothing Is Lost (You Give Me Strength), prodotta da Franglen e dal supergruppo svedese Swedish House Mafia.
L'album della colonna sonora viene pubblicato, in download digitale, il 16 dicembre 2022 dalla Hollywood Records. Il 13 aprile 2023 l'album viene pubblicato in formato LP, sempre dalla Hollywood Records, in tre edizioni, su vinile nero e su vinile colorato color acqua.

## Tracce
LP
Testi e musiche di Simon Franglen.
1. Zoe Saldana – The Songcord
2. Into The Water
3. Leaving Home
4. The Way Of Water
5. Payakan
6. Friends
7. Kids In Peril
8. The Tulkun Return
9. Na'vi Attack
10. Bad Parents
11. From Darkness To Light
12. The Spirit Tree
13. The Weeknd – Nothing Is Lost (You Give Me Strength)

Download digitale
Testi e musiche di Simon Franglen.
1. The Weeknd – Nothing Is Lost (You Give Me Strength) – 4:28
2. Into the Water – 3:40
3. Happiness Is Simple – 2:22
4. A New Star – 2:57
5. Converging Paths – 1:45
6. Rescue and Loss – 6:40
7. Family Is Our Fortress – 3:07
8. Hometree – 3:28
9. The Way of Water – 2:30
10. Payakan – 3:30
11. Mighty Eywa – 4:13
12. Friends – 1:47
13. Cove of the Ancestors – 2:46
14. The Tulkun Return – 2:51
15. The Hunt – 5:48
16. Na'vi Attack – 4:44
17. Eclipse – 3:13
18. Bad Parents – 3:23
19. Knife Fight – 2:48
20. From Darkness to Light – 4:14
21. The Spirit Tree – 2:58
22. Zoe Saldana – The Songcord – 3:20

Durata totale: 76:32

## Crediti
- Zoe Saldana - voce su The Songcord
- The Weeknd - voce su Nothing Is Lost (You Give Me Strength)
- Simon Franglen - direzione d'orchestra
- Anthony Parnther - direzione d'orchestra
- Mark Graham - direzione d'orchestra
- Mike Valerio - direzione d'orchestra
- William Ross - direzione d'orchestra
- Nigel Short - direzione del coro
- Graham Foote - programmazione
- Tenebrae - cori